# Robert Dienst
Robert Dienst (ur. 1 marca 1928 w Wiedniu, zm. 13 czerwca 2000 tamże) – austriacki piłkarz, który występował na pozycji napastnika. W latach 1949–1957 reprezentant Austrii.

## Życiorys

### Kariera klubowa
Robert Dienst rozpoczął karierę we Floridsdorfer AC.
W 1948 przybył do Rapidu Wiedeń i stał się najskuteczniejszym w historii piłkarzem tego klubu oraz najbardziej utytułowanym austriackim strzelcem lat 50. W 284 meczach ligowych strzelił aż 307 bramek. W pucharze miał 7 goli w 12 meczach, a w europejskich pucharach również 7 goli, ale tym razem w 18 meczach.
W swojej karierze zdobył wiele trofeów. 6 razy był mistrzem Austrii, raz sięgnął po puchar Austrii. Grał w półfinale LM z Rapidem oraz wygrał Puchar Europy Środkowej. Czterokrotnie zostawał królem strzelców ligi austriackiej. Do sukcesów wypada również zaliczyć finał Pucharu Mitropa i ćwierćfinał LM.
Karierę piłkarską zakończył w klubie 1. Schwechater SC, gdzie występował w latach 1962–1968.

### Kariera reprezentacyjna
W reprezentacji Austrii zadebiutował 16 października 1949 w meczu przeciwko Węgrom, zdobywając jedną bramkę. 27 razy zagrał w reprezentacji i zdobył 12 goli. W 1954 zdobył z kadrą brązowy medal MŚ.
Ostatni mecz w reprezentacji Austrii zagrał 13 października 1957 w Wiedniu przeciwko reprezentacji Czechosłowacji.

### Kariera trenerska
W latach 1967–1968 był asystentem trenera Rapidu. Następnie jako trener poprowadził kluby: SV Stockerau (1972–1974, 1975–1977 i 1979–1980), Austria Wiedeń (1974–1975) i Kremser SC (1982–1986).

## Sukcesy

### Rapid Wiedień
- Mistrzostwo Austrii: 1951, 1952, 1954, 1956, 1957, 1960
- Puchar Austrii: 1961
- Puchar Mitropa: 1951

### Reprezentacyjne
- Uczestnik Mistrzostw Świata: 1954 (trzecie miejsce na Mistrzostwach Świata), 1958

### Indywidualne
- Król strzelców Staatsliga: 1951 (37 goli), 1953 (30 goli), 1954 (25 goli), 1957 (32 gole)